# Thomas Heurtel
Thomas Heurtel (ur. 10 kwietnia 1989 w Béziers) – francuski koszykarz, występujący na pozycji rozgrywającego, olimpijczyk, reprezentant kraju, mistrz Europy z 2013, obecnie zawodnik Realu Madryt.
W 2010 reprezentował Indianę Pacers podczas letniej ligi NBA.
6 lipca 2021 został zawodnikiem hiszpańskiego Realu Madryt.

## Osiągnięcia

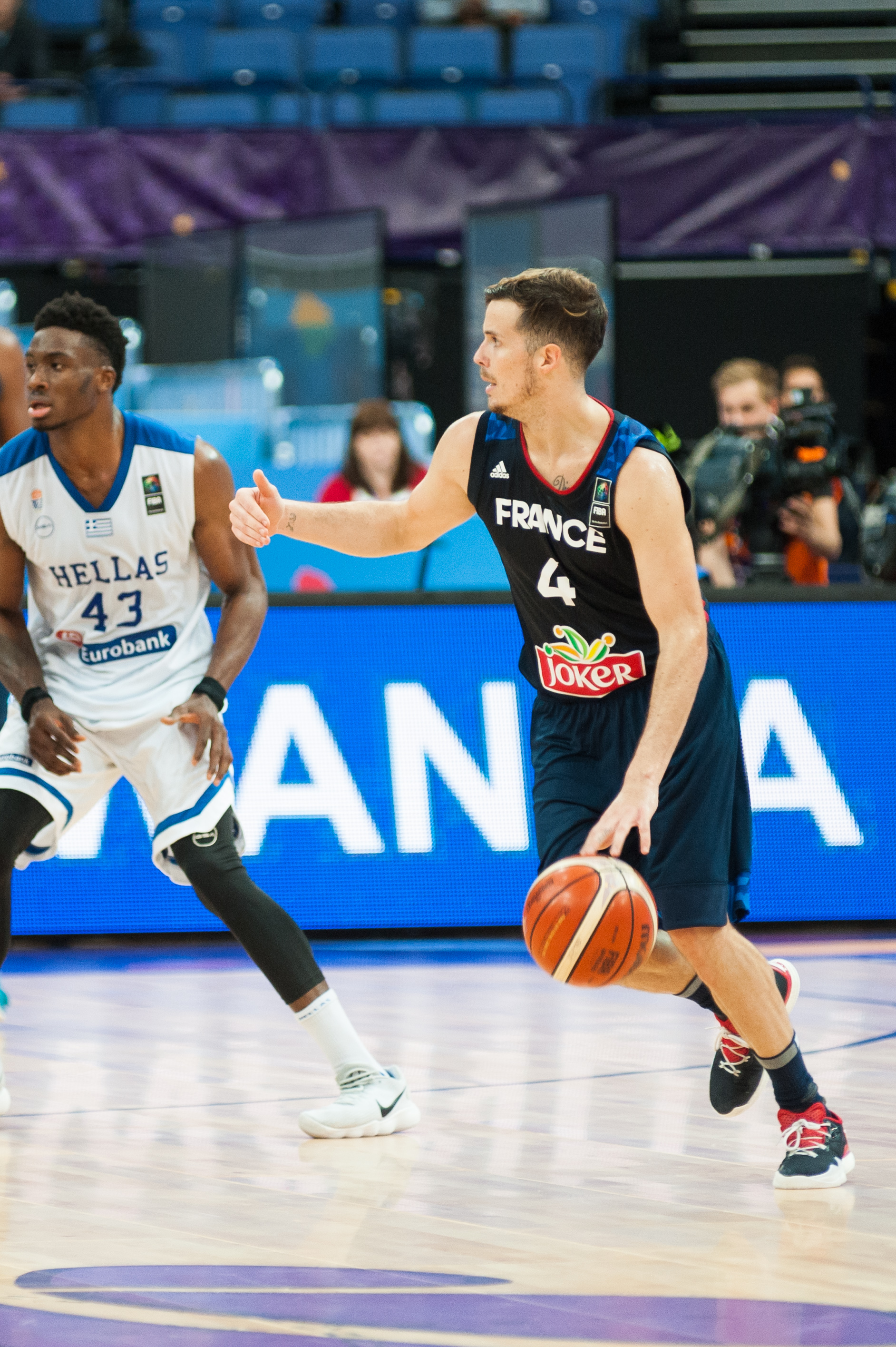
Heurtel podczas Eurobasketu 2017, w spotkaniu grupy A między Grecją, a Francją (Hartwall Arena - Helsinki).

Stan 9 sierpnia 2021, na podstawie, o ile nie zaznaczono inaczej.

### Drużynowe
- Mistrz:
  - Hiszpanii (2018)
  - Francji (2021)
- Wicemistrz:
  - Hiszpanii (2019, 2020)
  - Turcji (2015, 2016)
  - ligi katalońskiej (2018)
- 3. miejsce podczas mistrzostw:
  - Hiszpanii (2012, 2018)
  - Turcji (2017)
- Zdobywca pucharu:
  - Turcji (2015)
  - Hiszpanii (2018, 2019, 2021)
  - Francji (2021)
  - prezydenta Turcji (2015)
- Finalista pucharu:
  - Turcji (2017)
  - superpucharu:
    - Hiszpanii (2011, 2019, 2020)
    - Turcji (2017 pod nazwą Puchar Prezydenta Turcji)

### Indywidualne
- MVP:
  - pucharu:
    - Turcji (2015)
    - Hiszpanii (2018, 2019)

  - miesiąca Euroligi (luty 2017)
  - kolejki ACB (23 – 2017/2018)
- Wschodząca gwiazda ligi francuskiej (2009)
- Zaliczony do II składu ACB (2018, 2019)
- Uczestnik:
  - meczu gwiazd ligi tureckiej (2016, 2017)
  - konkursu skills challenge ligi tureckiej (2016)
- Lider w asystach:
  - Euroligi (7,92 – 2016)
  - ligi tureckiej (2016)

### Reprezentacja
Seniorów
- Mistrz:
  - Europy (2013)
  - kwalifikacji olimpijskich (2016)
- Wicemistrz olimpijski (2020)[7]
- Brązowy medalista mistrzostw świata (2014)
- Uczestnik:
  - igrzysk olimpijskich (2016 – 5. miejsce)
  - mistrzostw Europy (2013, 2017 – 12. miejsce)
  - kwalifikacji do mistrzostw świata (2017)

Młodzieżowe
- Wicemistrz Europy U–20 (2009)
- Uczestnik mistrzostw Europy U–20 (2008 – 7. miejsce, 2009)